# Monumento Natural Cerro Yaví
Es un monumento natural protegido desde 1991 con el decreto No. 1.233 del 02 de Noviembre de 1990.  El Cerro Yaví es uno de los imponentes monumentos naturales del Amazonas que forma parte de la frontera con el estado Bolívar. Puede ser observado a larga distancia ya que cuenta con 2440 m de altura.
Ubicación: El Cerro Yaví se encuentra ubicado al este de Puerto Ayacucho, en el municipio Manapiare del Estado Amazonas. 
Además de los campamentos turísticos que puedan estar relativamente cerca, no existen poblaciones aledañas al Cerro Yaví.
Fauna y Flora: El Cerro Yaví es caracterizado por poseer bosques ombrófilos montanos y submontanos verdes, en este cerro habita un mundo vegetal tepuyano donde se puede observar el crecimiento de una flora propia como el Chimantá. Forma parte del Macizo Yaví-Yutajé-Corocoro y Guanay, una cadena de tepuyes que forma parte de la frontera entre los estados Amazonas y Bolívar.
En el cerro se pueden apreciar las formaciones de cascadas, lagos y ríos subterráneos, además de la presencia de especies animales únicas de la zona.
Clima: El clima del Cerro Yaví cuenta con un clima Lluvioso cálido de selva tipo Amazónico, los suelos donde se realizan excursiones pueden ser resbaladizos, por ello se es recomendable ir con ropa y calzado apropiado, preparado para altas temperaturas o para la lluvia.
En el Cerro Yaví y las zonas aledañas no están permitidas ciertas actividades como escalada, caza, eventos deportivos, ni la introducción de nuevas especies animales. 
Importancia: Este monumento natural es muy particular porque sus condiciones ecológicas son únicas en el mundo, son zonas de interés paleo ecológico en los cuales se encuentran rasgos y evidencias representativas de la evolución de la vida del planeta. Es sustento de una diversidad de flora y fauna con un alto grado de endemismo; caracterizados además por ser nacientes de importantes ríos de la región Amazónica y patrimonio natural, cultural y científico.
- Datos: Q97172142